# Bérénice Fulchiron
Bérénice Fulchiron (* 17. Februar 2000 in Die) ist eine französische Leichtathletin, die im Mittel- und Langstreckenlauf antritt.

## Sportliche Laufbahn
Erste internationale Erfahrungen sammelte Bérénice Fulchiron im Jahr 2017, als sie bei den U18-Weltmeisterschaften in Nairobi in 10:02,05 min den achten Platz im 3000-Meter-Lauf belegte und mit der gemischten 4-mal-400-Meter-Staffel mit 3:43,82 min im Vorlauf ausschied. 2019 wurde sie bei den U20-Europameisterschaften im schwedischen Borås in 4:30,41 min Achte im 1500-Meter-Lauf und im Dezember erreichte sie bei den Crosslauf-Europameisterschaften in Lissabon nach 15:02 min Rang 21 in der U20-Wertung. 2021 wurde sie bei den U23-Europameisterschaften in Tallinn in 4:18,62 min Achte über 1500 m.
2020 wurde Fulchiron französische Meisterin im 1500-Meter-Lauf im Freien sowie Hallenmeisterin im 3000-Meter-Lauf.

## Persönliche Bestleistungen
- 800 Meter: 2:01,92 min, 17. Juli 2021 in Ninove
  - 1500 Meter (Halle): 2:09,21 min, 17. Februar 2020 in Eaubonne
- 1500 Meter: 4:11,40 min, 3. September 2020 in Marseille
  - 1500 Meter (Halle): 4:27,08 min, 2. März 2019 in Ancona
- 3000 Meter: 9:41,63 min, 9. Juni 2017 in Fontainebleau
  - 3000 Meter (Halle): 9:23,29 min, 1. März 2020 in Liévin